# Alexandra Lucas Coelho
Alexandra Lucas Coelho är född i Lissabon 1967, men hon var nära att bli född på Ilha do Sal, Kap Verde. Hon är författare, och journalist.. Hon har arbetat inom radio, som reporter och redaktör i konfliktzoner i olika områden, som Mellanöstern och Centralasien. 

## Journalist
Coelho har arbetat som journalist sedan 1987 och har varit utsänd till världens konfliktzoner för tidningen  Público. Hon arbetade som korrespondent i Rio de Janeiro, där hon bodde mellan 2010 och 2014, och belönades med flera priser inom journalistiken. Hon är författare till flera reseböcker, krönikor och resor och rapporter, förutom några romaner, som trilogin Vai, Brasil (2013), Deus-dará (2016) och Cinco voltas na Bahia com um beijo para Caetano Veloso (2019).

## Skönlitteratur
Coelho gjorde skönlitterär  debut år 2012 med boken E A Noite Roda (Och natten snurrar), som belönades med Portuguese Writers’ Association Award. Dessa böcker är inte översatta till svenska.

## Expedition till Irak
Alexandra Lucas Coelho bidrog också till bevarandet av Mellanösternkulturen. I maj 2015 följde hon med ett team av arkeologer till norra Irak för att rädda mesopotamiska artefakter som hotades av förstörelse av Islamiska staten, känd som ISIS. Denna expedition ägde rum på slagfältet i ISIS-territoriet i de gamla ruinerna av Palmyra, en Unesco-världsarvslista (FN:s utbildnings-, vetenskapliga och kulturella organisation) i Syrien. ISIS-kampanjen kulminerade i förstörelsen av de gamla monumenten i Palmyra, liksom tillfångatagande och halshuggning av den främsta arkeologen i detta område, Khaled al-Asaad. Coelho skriver om sin erfarenhet av den kurdiska och jihadistiska avdelningen i uppsatsen "Saving Mesopotamia" som översattes av Jethro Soutar, en engelsk författare och översättare av spanska och portugisiska.